# Li Hongzhong
Li Hongzhong, född 1956 i Shenyang, är en kinesisk kommunistisk politiker på ledande nivå. Han är ledamot i politbyrån i Kinas kommunistiska parti och är sedan 2023 förste vice ordförande i Nationella folkkongressens ständiga utskott.
Li härstammar från Changle i Shandong-provinsen. Han gick med i Kinas kommunistiska parti 1976 och tog en examen i kinesisk historia vid Jilins universitet 1982.
Under hans tid som guvernör i Hubei uppstod en kontrovers när han i mars 2010 slet mikrofonen från en journalist som frågat honom om ett pågående rättsfall i provinsen. Lis agerade väckte uppståndelse och 200 intellektuella skrev ett öppet brev där de uppmanade Li att avgå som guvernör. Incidenten påverkade dock inte hans karriär och han blev senare samma utnämnd till partichef i Hubei. 2017 valdes han in i den 19:e politbyrån i Kinas kommunistiska parti och han var partichef i Tianjin fram till 2022.